# Centereach
Centereach és una concentració de població designada pel cens dels Estats Units a l'estat de Nova York. Segons el cens del 2000 tenia 27.285 habitants.

## Demografia
Segons el cens del 2000, Centereach tenia 27.285 habitants, 8.176 habitatges, i 6.998 famílies. La densitat de població era de 1.323,5 habitants per km².
Dels 8.176 habitatges en un 43,3% hi vivien nens de menys de 18 anys, en un 70,6% hi vivien parelles casades, en un 11% dones solteres, i en un 14,4% no eren unitats familiars. En el 10,3% dels habitatges hi vivien persones soles el 3,8% de les quals corresponia a persones de 65 anys o més que vivien soles. El nombre mitjà de persones vivint en cada habitatge era de 3,27 i el nombre mitjà de persones que vivien en cada família era de 3,49.
Per edats la població es repartia de la següent manera: un 27,1% tenia menys de 18 anys, un 8,3% entre 18 i 24, un 32,1% entre 25 i 44, un 23,3% de 45 a 60 i un 9,3% 65 anys o més.
L'edat mediana era de 35 anys. Per cada 100 dones de 18 o més anys hi havia 95,2 homes.
La renda mediana per habitatge era de 67.832 $ i la renda mediana per família de 71.336 $. Els homes tenien una renda mediana de 49.167 $ mentre que les dones 32.007 $. La renda per capita de la població era de 23.197 $. Entorn del 3,7% de les famílies i el 5,6% de la població estaven per davall del llindar de pobresa.